# Nachrichtendienstliche Mittel
Nachrichtendienstliche Mittel (nd-Mittel) sind Methoden, Gegenstände und Instrumente zur heimlichen Informationsbeschaffung, die durch Nachrichtendienste angewendet werden (§ 8 Abs. 2 BVerfSchG). Sie werden entweder in einem formellen Gesetz abschließend aufgelistet oder in einer nicht-öffentlichen Dienstvorschrift (§ 8 Abs. 2 Satz 4 BVerfSchG). Der  Grundsatz der Verhältnismäßigkeit ist bei ihrer Anwendung zu wahren (§ 8 Abs. 2 Satz 3 BVerfSchG).

## Beispiele
Nachrichtendienstliche Mittel können sein 
(§ 5 Abs. 2 VSG NRW):
1. Einsatz von V-Personen, sonstigen geheimen Informanten, zum Zwecke der Spionageabwehr überworbenen Agenten, Gewährspersonen und verdeckten Ermittlern;
2. Observation;
3. Bildaufzeichnungen (Fotografien, Videografieren und Filmen);
4. Verdeckte Ermittlungen und Befragungen;
  1. Romeo-Falle Verfahren der Human Intelligence;
5. Mithören ohne Inanspruchnahme technischer Mittel;
6. Mithören und Aufzeichnen des nicht öffentlich gesprochenen Wortes außerhalb von Wohnungen unter Einsatz technischer Mittel;
7. Beobachtung des Funkverkehrs auf nicht für den allgemeinen Empfang bestimmten Kanälen sowie die Sichtbarmachung, Beobachtung, Aufzeichnung und Entschlüsselung beziehungsweise Entzifferung von Signalen oder Informationen in Kommunikationssystemen;
8. Verwendung fingierter biografischer, beruflicher oder gewerblicher Angaben (Legenden);
9. Beschaffung, Erstellung und Verwendung von Tarnpapieren und Tarnkennzeichen;
10. Abhören und Aufzeichnen der Telekommunikation und der Nutzung von Telemediendiensten sowie Öffnen und Einsehen der dem Brief- oder Postgeheimnis unterliegenden Sendungen;
11. Zugriff auf zugangsgesicherte Telekommunikationsinhalte und sonstige Informations- und Kommunikationsinhalte im Internet;
12. Einsatz technischer Mittel zur Ermittlung des Standortes eines aktiv geschalteten Mobilfunkendgerätes;
13. Erhebung von Auskünften über Beteiligte am Zahlungsverkehr und über Geldbewegungen und Geldanlagen bei Zahlungsdienstleistern;
14. Erhebung von Auskünften über Telekommunikations-Verkehrsdaten und Nutzungsdaten von Telemediendiensten bei denjenigen, die geschäftsmäßig Telekommunikationsdienste und Telemediendienste erbringen oder daran mitwirken;
15. Erhebung der nach den §§ 95 und 111 des Telekommunikationsgesetzes gespeicherten Daten bei denjenigen, die geschäftsmäßig Telekommunikationsdienste erbringen oder daran mitwirken, auch anhand einer zu bestimmten Zeitpunkten zugewiesenen Internetprotokolladresse, sowie Einholung von Auskünften nach § 14 Absatz 2 des Telemediengesetzes.

## Polizei
Methoden, Gegenstände und Instrumente zur heimlichen Informationsbeschaffung werden auch durch Polizeibehörden angewandt, aber nicht als nachrichtendienstliche Mittel bezeichnet. Die Befugnis zur Anwendung dieser Mittel ergeben sich für Zwecke der Strafverfolgung aus der Strafprozessordnung (StPO) und für Zwecke der Gefahrenabwehr aus den jeweiligen Polizeigesetzen.

## Zoll
Die Bundeszollverwaltung (Zollkriminalamt, Zollfahndungsämter) ist befugt, Methoden, Gegenstände und Instrumente zur heimlichen Informationsbeschaffung nach Maßgabe des Zollfahndungsdienstgesetzes (ZFdG) anzuwenden.